# Entraîneurs des Cavaliers de Cleveland
Le tableau suivant est un récapitulatif des différents entraîneurs des Cavaliers de Cleveland, au fil des saisons.
L'entraîneur est actuellement Kenny Atkinson.

## Légende
| MC | Matchs entraînés                                          |
| V  | Victoires                                                 |
| D  | Défaites                                                  |
| %V | Pourcentage de victoires                                  |
| *  | A passé toute sa carrière d'entraîneur avec les Cavaliers |
|    | Élu au Hall of Fame en tant qu'entraîneur                 |

## Entraîneurs

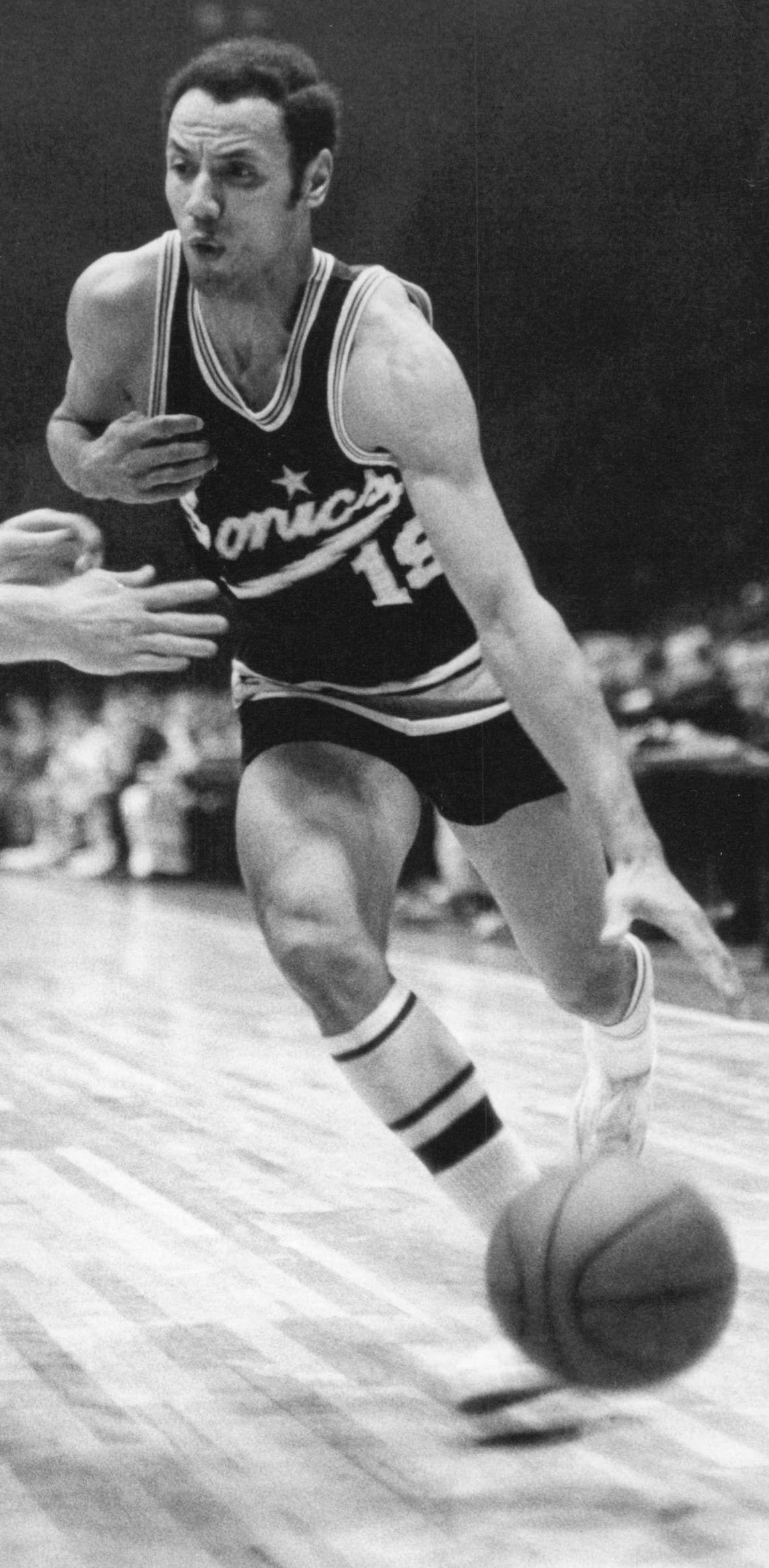
Lenny Wilkens
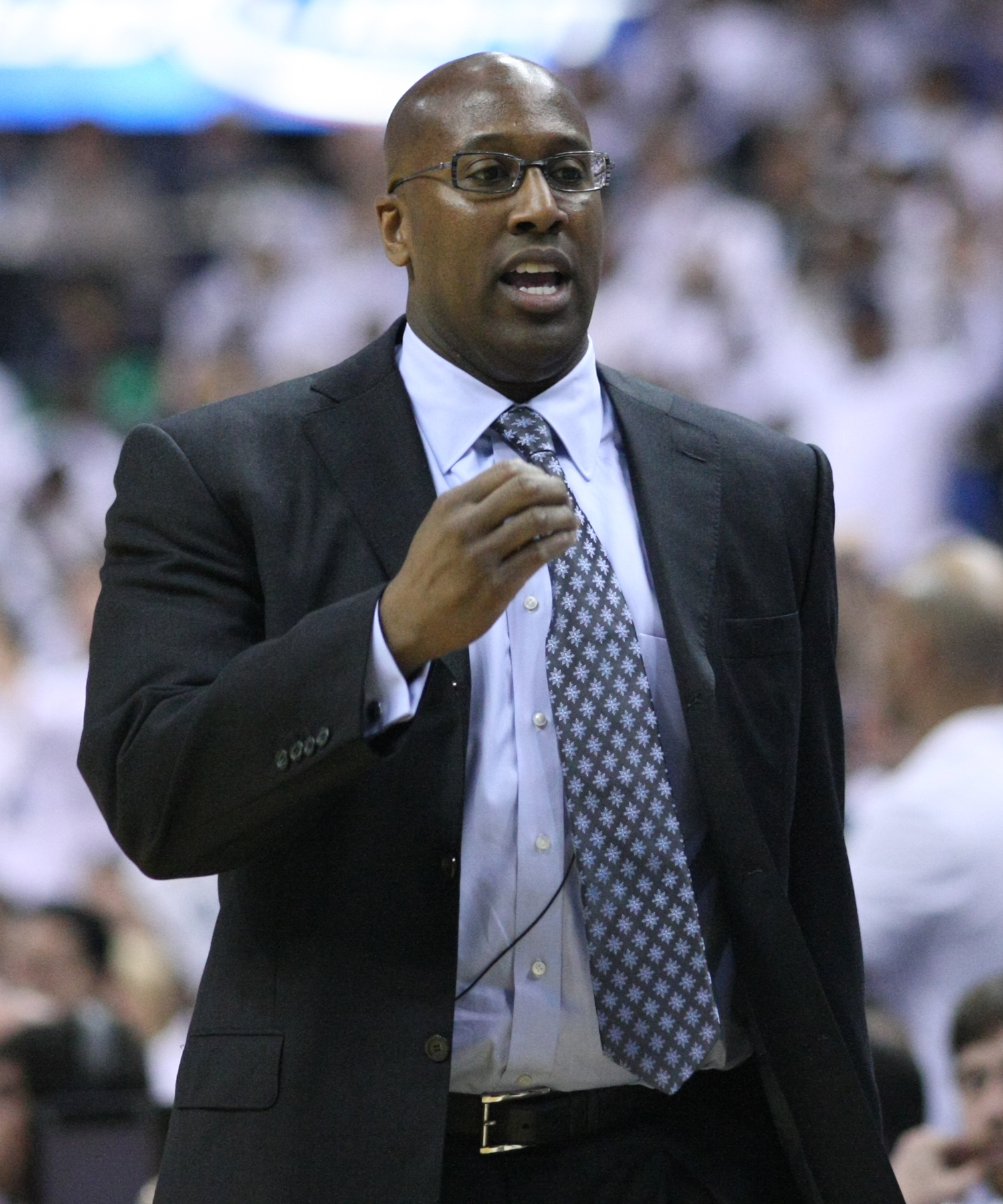
Mike Brown
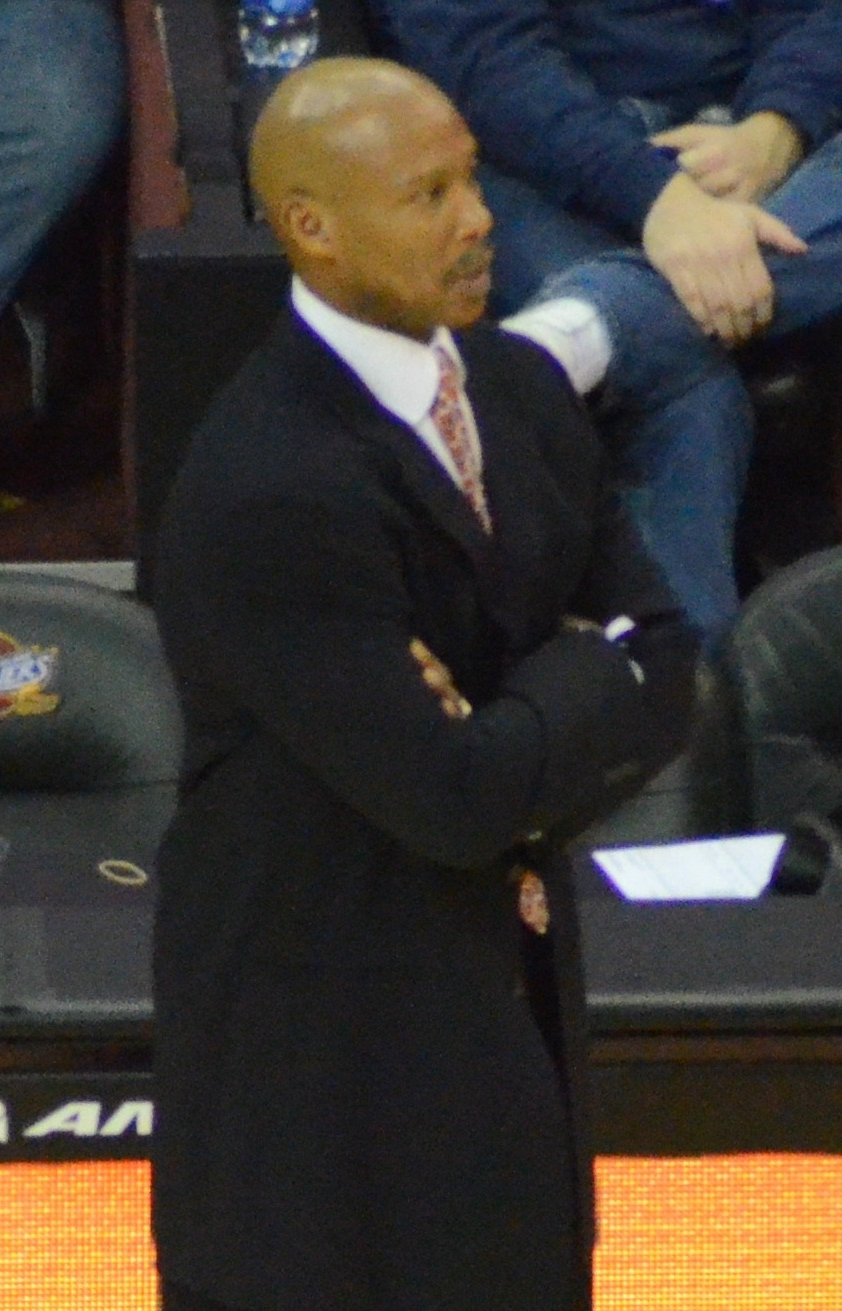
Byron Scott
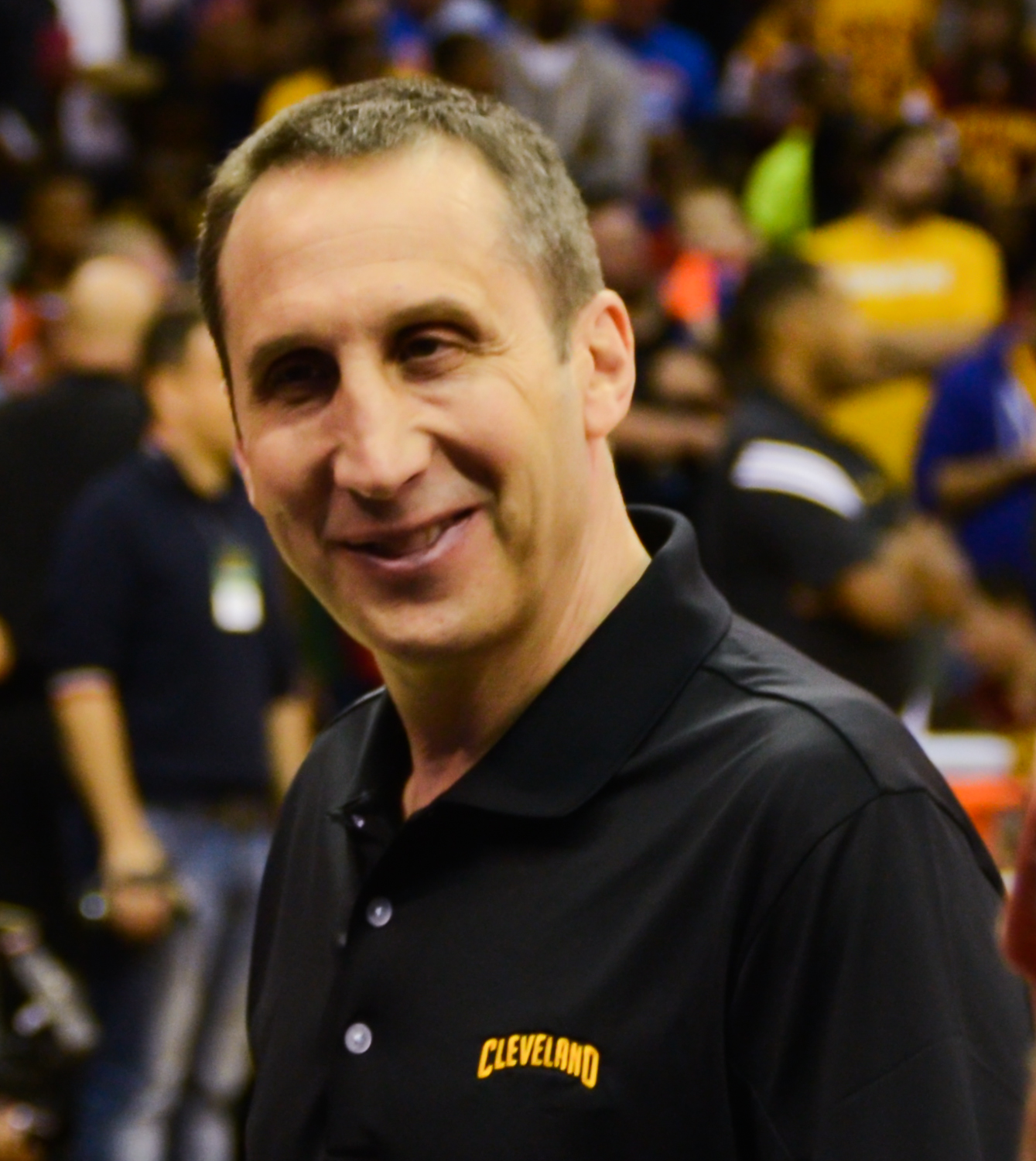
David Blatt
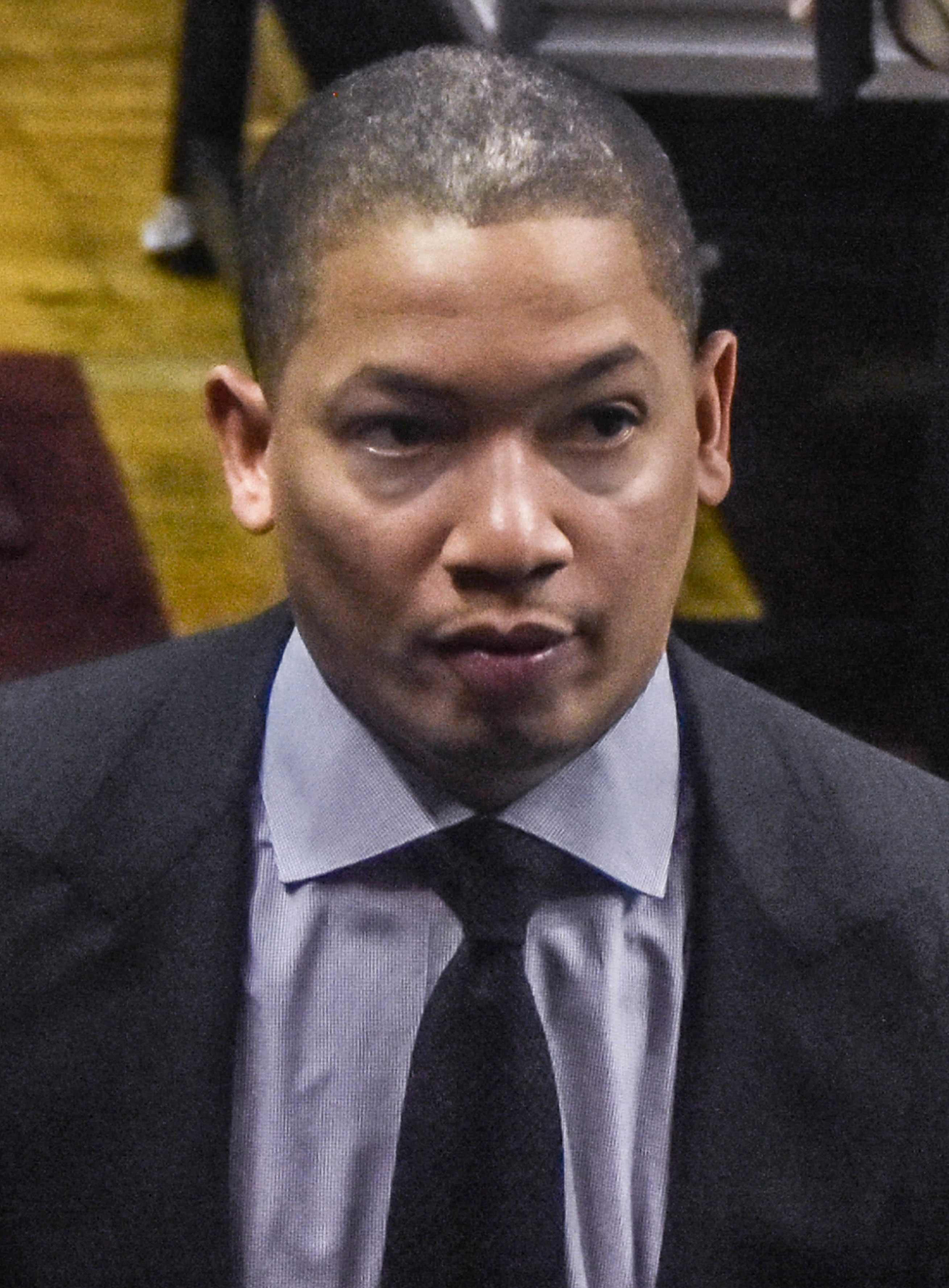
Tyronn Lue
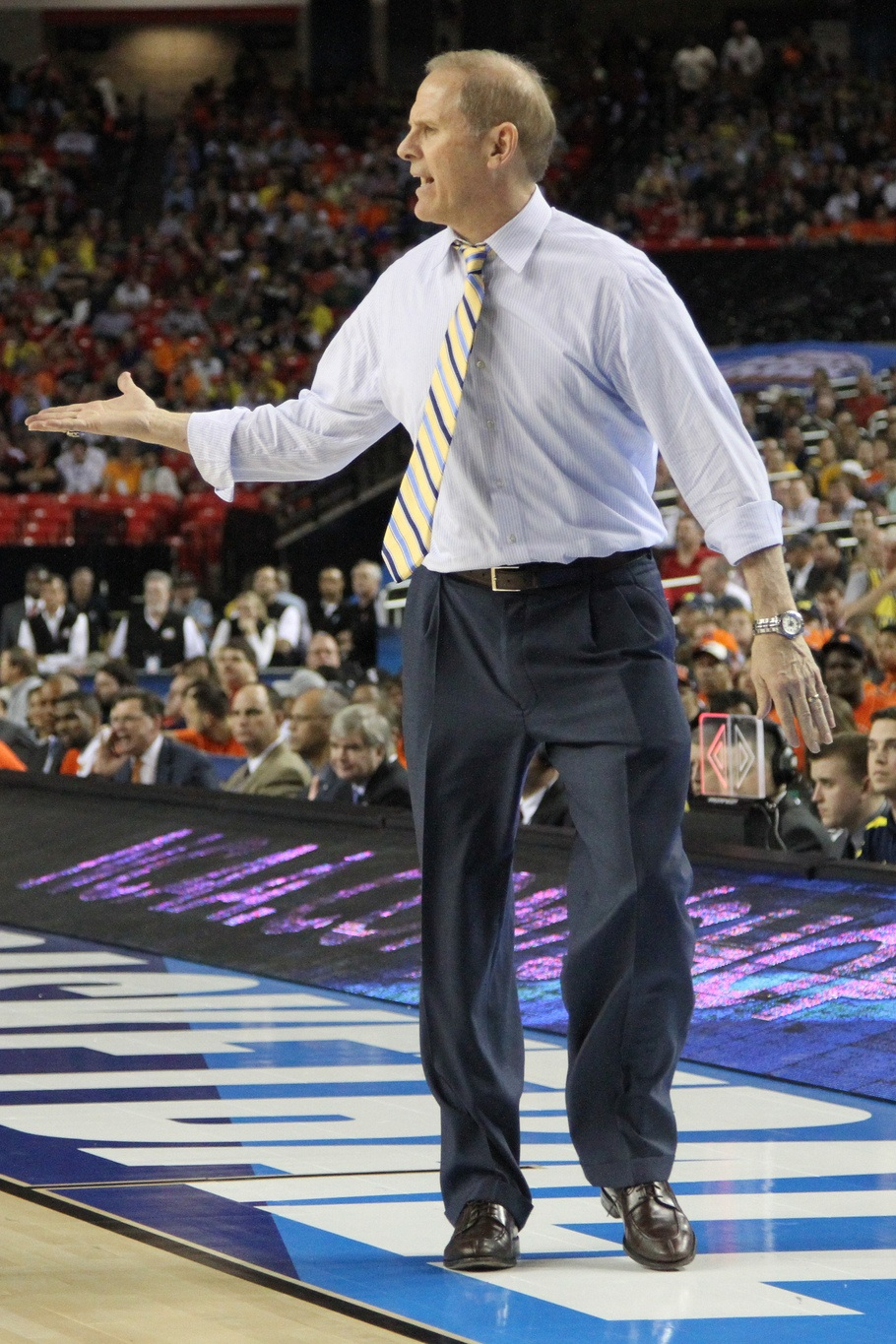
John Beilein

Remarque : Les statistiques sont correctes jusqu'à la fin de la saison 2024-2025.
| #                      | Nom               | Période   | MC               | V                | D                | %V               | MC       | V        | D        | %V       | Récompenses                                                                                           |
| #                      | Nom               | Période   | Saison régulière | Saison régulière | Saison régulière | Saison régulière | Playoffs | Playoffs | Playoffs | Playoffs | Récompenses                                                                                           |
| ---------------------- | ----------------- | --------- | ---------------- | ---------------- | ---------------- | ---------------- | -------- | -------- | -------- | -------- | --- |
| Cavaliers de Cleveland |                   |           |                  |                  |                  |                  |          |          |          |          | |
| 1                      | Bill Fitch        | 1970-1979 | 738              | 304              | 434              | 41,2 %           | 18       | 7        | 11       | 38,9 %   | Entraîneur de l'année (1976) Fait partie du Top 10 des meilleurs entraîneurs de l'histoire de la NBA. |
| 2                      | Stan Albeck       | 1979-1980 | 82               | 37               | 45               | 45,1 %           | —        | —        | —        | —        | |
| 3                      | Bill Musselman    | 1980-1981 | 71               | 25               | 46               | 35,2 %           | —        | —        | —        | —        | |
| 4                      | Don Delaney *     | 1981      | 26               | 7                | 19               | 26,9 %           | —        | —        | —        | —        | |
| 5                      | Bob Kloppenburg   | 1981      | 3                | 0                | 3                | 0 %              | —        | —        | —        | —        | |
| 6                      | Chuck Daly        | 1981-1982 | 41               | 9                | 32               | 22,0 %           | —        | —        | —        | —        | Fait partie du Top 15 des meilleurs entraîneurs de l'histoire de la NBA.                              |
| —                      | Bill Musselman    | 1982      | 15               | 4                | 11               | 26,7 %           | —        | —        | —        | —        | |
| 7                      | Tom Nissalke      | 1982-1984 | 164              | 51               | 113              | 31,1 %           | —        | —        | —        | —        | |
| 8                      | George Karl       | 1984-1986 | 149              | 61               | 88               | 40,9 %           | 4        | 1        | 3        | 25,0 %   | |
| 9                      | Gene Littles      | 1986      | 15               | 4                | 11               | 26,7 %           | —        | —        | —        | —        | |
| 10                     | Lenny Wilkens     | 1986-1993 | 574              | 316              | 258              | 55,1 %           | 41       | 18       | 23       | 42,9 %   | Fait partie du Top 15 des meilleurs entraîneurs de l'histoire de la NBA.                              |
| 11                     | Mike Fratello     | 1993-1999 | 460              | 248              | 212              | 53,9 %           | 14       | 2        | 12       | 14,3 %   | |
| 12                     | Randy Wittman     | 1999-2001 | 164              | 62               | 102              | 37,8 %           | —        | —        | —        | —        | |
| 13                     | John Lucas        | 2001-2003 | 124              | 37               | 87               | 29,8 %           | —        | —        | —        | —        | |
| 14                     | Keith Smart       | 2003      | 40               | 9                | 31               | 22,5 %           | —        | —        | —        | —        | |
| 15                     | Paul Silas        | 2003-2005 | 146              | 69               | 77               | 47,3 %           | —        | —        | —        | —        | |
| 16                     | Brendan Malone    | 2005      | 18               | 8                | 10               | 44,4 %           | —        | —        | —        | —        | |
| 17                     | Mike Brown        | 2005-2010 | 410              | 272              | 138              | 66,3 %           | 71       | 42       | 29       | 59,2 %   | Entraîneur de l'année (2009)                                                                          |
| 18                     | Byron Scott       | 2010-2013 | 230              | 64               | 166              | 27,8 %           | —        | —        | —        | —        | |
| —                      | Mike Brown        | 2013-2014 | 82               | 33               | 49               | 40,2 %           | —        | —        | —        | —        | |
| 19                     | David Blatt *     | 2014-2016 | 113              | 83               | 40               | 67,5 %           | 20       | 14       | 6        | 70,0 %   | |
| 20                     | Tyronn Lue        | 2016-2018 | 211              | 128              | 83               | 60,7 %           | 56       | 40       | 16       | 71,4 %   | Champion NBA (2016)                                                                                   |
| 21                     | Larry Drew        | 2018-2019 | 76               | 19               | 57               | 25,0 %           | —        | —        | —        |          | |
| 22                     | John Beilein *    | 2019-2020 | 54               | 14               | 40               | 25,9 %           | —        | —        | —        |          | |
| 23                     | J. B. Bickerstaff | 2020-2024 | 329              | 170              | 159              | 51,7 %           | 17       | 6        | 11       | 35,3 %   | |
| 24                     | Kenny Atkinson    | 2024-     | 82               | 64               | 18               | 78,0 %           | 9        | 5        | 4        | 55,6 %   | |

- Lenny Wilkens
- Mike Brown
- Byron Scott
- David Blatt
- Tyronn Lue
- John Beilein